# Ian Jarvie
Ian Charles Jarvie (8 de julho de 1937, South Shields - 16 de maio de 2023) foi um sociólogo e filósofo liberal anglo-canadense.

## Biografia
Jarvie nasceu em South Shields, Reino Unido, em julho de 1937. Formou-se em economia (1955-1958) e obteve doutorado em filosofia (1962) na London School of Economics, sob supervisão de John W. N. Watkins e Karl Popper. Na mesma Universidade, entre 1960 e 1962, se tornou Professor Assistente sob supervisão de Karl Popper (1960-1962), a quem considerou como um "guia". Inicialmente estudioso da antropologia social, Jarvie foi recrutado por Joseph Agassi para o campo filosófico. Depois disso, aceitou lecionar em Hong Kong por cinco anos, sucedendo Joseph Agassi, e depois na Universidade de Iorque, Ontário, a partir de 1967 até sua aposentadoria em 2008.
Foi membro da Royal Society of Canada e editor da revista Philosophy of the Social Sciences. É autor de várias obras sobre a sociologia do cinema, filmes e a sociedade, sobre filosofia e a história do cinema. Foi pioneiro nos campos da filosofia e sociologia do cinema. Com J. O. Wisdom, John O’Neill e Harold Kaplan, Jarvie fundou a revista Philosophy of the Social Sciences, que veio a definir o campo. Ele o administrou como editor-chefe de 1971 por mais de 50 anos até 2023, quando abandonou sua gestão devido a problemas de saúde.
Descrito como um homem modesto, otimista e alegre, Jarvie casou-se primeiramente com May Jarvie, com quem teve dois filhos: Suzanne e Max. Posteriormente, casou-se com Jeanette Bicknell e teve outra filha: Madeleine. Faleceu em 2003, com problemas de saúde.

## Pensamento
Dedicou-se à filosofia das ciências sociais e à problematização da indústria cinematográfica, além de outros temas de pesquisa. Dentre suas principais influências filosóficas, está seu antigo professor Karl Popper e pensadores como David Hume, Bertrand Russell e Ernest Gellner. Também se dedicou em trabalhos antropológicos sobre práticas e costumes do Pacífico Sul e contribuiu com estudos antropológicos sobre a mídia. Diferente de Durkheim, sua visão funcionalista entendia que o conhecimento e as ideias deveriam ser apresentados como variáveis causais. Além disso, defendeu uma forte concepção de racionalidade, uma atitude racional de acordo com sua influência de Popper. Publicou seu primeiro livro em 1964: The Revolution in Anthropology, sendo este amplamente aclamado. Na obra, há uma clara opção pelo método filosófico do racionalismo crítico, aliada ao seu conhecimento de antropologia social.

## Principais publicações[4]
- - The Revolution in Anthropology, ISBN 978-0-7100-3440-3, Routledge, 1967
  - Towards a Sociology of the Cinema, ISBN 978-0-7100-6757-9, Routledge & Kegan Paul, 1970
  - Rationality and Relativism, ISBN 978-0-7102-0078-5, Routledge & Kegan Paul, 1984
  - Thinking About Society: Theory and Practice, ISBN 978-90-277-2068-9, Boston Studies in the Philosophy of Science, 93, D. Reidel, 1986
  - Philosophy of the Film: Epistemology, Ontology, Aesthetics, ISBN 978-0-7102-1016-6, Routledge, 1987
  - Hollywood's Overseas Campaign: The North Atlantic Movie Trade, 1920-1950, ISBN 978-0-521-04143-0, Cambridge University Press, 1992
  - Concepts and Society
  - The social philosophy of Ernest Gellner - co-edited with John A. Hall
  - Window on Hong Kong;
  - Movies as Social Criticism;
  - The Republic of Science: the Emergence of Popper's Social View of Science, 1935-1945, ISBN 978-90-420-1515-9, Schriftenreihe zur Philosophie Karl R. Poppers und des kritischen Rationalismus, 15, Rodopi, 2001

## Link útil
- Homepage